# Brianna Glenn
Brianna Glenn (* 18. April 1980 in Santa Ana, Kalifornien) ist eine US-amerikanische Weitspringerin.
2001 wurde sie NCAA-Meisterin im Weitsprung und im 200-Meter-Lauf, 2002 nationale Meisterin und Neunte beim Leichtathletik-Weltcup, 2006 Siebte beim Leichtathletik-Weltfinale.
Nach einer arthroskopischen Operation am Knie im Mai 2008 fand sie im Jahr darauf zu ihrer alten Form zurück, wurde US-Vizemeisterin und Neunte bei den Leichtathletik-Weltmeisterschaften in Berlin.
Brianna Glenn ist 1,70 m groß und wiegt 54 kg. Sie lebt in Chula Vista und wird von Dan Pfaff trainiert. 2002 schloss sie ein Marketing-Studium an der University of Arizona ab.

## Persönliche Bestleistungen
- 60 m (Halle): 7,25 s, 8. März 2002, Fayetteville
- 100 m: 11,10 s, 21. Juni 2007, Indianapolis
- 200 m: 22,91 s, 19. Mai 2002, Pullman
  - Halle: 23,29 s, 8. März 2002, Fayetteville
- Weitsprung: 6,81 m 26. Juni 2010, Des Moines
  - Halle: 6,78 m, 28. Februar 2010, Albuquerque